# Schönbach (Gemeinde Bramberg)
Schönbach ist ein Ort im Oberpinzgau im Land Salzburg, und Ortsteil der Gemeinde Bramberg am Wildkogel im Bezirk Zell am See.

## Geographie
Schönbach liegt etwa 4 Kilometer südwestlich (salzacheinwärts) von Bramberg und 2 Kilometer östlich von Neukirchen, am rechten – südlichen, schattseitigen – Ufer der Salzach, auf um die 840 m ü. A. Der Ort befindet sich am Eingang des Habachtals, linker Hand an der Mündung des Schönbachs, der von der Wildalm am Gamskogel (2107 m ü. A.) kommt, einem der letzten Gipfel des Bergzugs, der Untersulzbachtal und Habachtal trennt (Großvenedigergruppe der Venedigergruppe).
Der Ort umfasst knapp 30 Gebäude mit etwa 100 Einwohnern.
Zum Ort, das sich amtlich von der Salzach etwa 2 km links des Habachs südwärts erstreckt, gehören auch die Gehöfte Geigen, Haus und Kotriesen südöstlich hinauf.
Nachbarortschaften und -orte
| Mitterhohenbramberg ∗ (Ortsch., Gem. Neukirchen a.Gv.) | Hohenbramberg (Ortsch.)                     | Weyerhof (Ortsch. Hohenbramberg) |
| Ascham (Ortsch. Sulzau, Gem. Neukirchen a.Gv.)         | Kompassrose, die auf Nachbargemeinden zeigt | Habach (Ortsch.)                 |
| Wildalm                                                |                                             | Habachtal                        |

∗ nur in einem Eckpunkt angrenzend